# Have Dreams, Will Travel
Have Dreams, Will Travel (anche conosciuto come West Texas Lullaby, A West Texas Children's Story e Dream It Out Loud) è un film drammatico statunitense del 2007 ambientato negli anni sessanta. È stato scritto e diretto da Brad Isaacs e interpretato da AnnaSophia Robb e Cayden Boyd.

## Trama
Un ragazzo di nome Ben Reynolds vive con i suoi genitori, che, per la maggior parte del tempo, lo ignorano. Un giorno vicino a casa sua ci fu un incidente. Cass Kennington, una ragazza dell'età di Ben, sopravvive, ma entrambi i suoi genitori muoiono nell'incidente. Cass sta a casa di Ben finché non si sente meglio, e lei e Ben costruiscono una relazione romantica. I due decidono presto di scappare con una valigia e dei soldi. Ben e Cass si "sposano" mentre stanno in una fattoria. Il loro viaggio li porta dallo zio e dalla zia di Cass, dove lei soffre di varie crisi nervose e viene portata in una clinica psichiatrica. Ben irrompe sul posto durante la notte, e Cass gli rivela che è stata lei a causare l'incidente che ha fatto morire i suoi genitori, poiché era continuamente abusata dal padre. Ben la convince a scappare con lui, e la coppia passa il resto della loro vita insieme.

## Produzione
Il budget del film è stato di 5.000.000$.